# Vidnavské mokřiny
Vidnavské mokřiny – rezerwat przyrody na terenie Czech, w kraju ołomunieckim (powiat Jesionik), zlokalizowany na północny-wschód od Vidnavy, przylegający bezpośrednio do granicy z Polską (wieś Łąka).

## Charakterystyka
Rezerwat ma powierzchnię 32,024 hektara. Został zatwierdzony 10 kwietnia 1996 pod numerem 96/ŽP/891. W najniższym punkcie jest położony na wysokości 222 m n.p.m. Składa się z terenów podmokłych i łąk torfowych, położonych pomiędzy rowem melioracyjnym a rzeką Vidnávką (Widną). W wyniku spadku poziomu wód gruntowych w przeciągu ostatnich pięćdziesięciu lat powierzchnia pierwotnych łąk torfowych kurczy się w całym ekosystemie i następuje zarastanie trzcinami oraz inwazyjną roślinnością drzewiastą. Zapobiega temu częściowo regularne koszenie.

## Przyroda
Występują tu zbiorowiska związane z olszą, wierzbą, trzcinami i turzycami. Na terenie rezerwatu rosną rzadkie gatunki roślin: bobrek trójlistkowy, okrężnica bagienna, płesznik zwyczajny, gnidosz błotny, czermień błotna, trzęślica modra, dziewięciornik błotny oraz rosiczka okrągłolistna. Znaleziono tutaj łącznie 81 taksonów mszaków i 354 taksonów roślin naczyniowych. Odpowiednio 15 i 20 spośród nich należało do gatunków zagrożonych zgodnie z krajowymi czerwonymi listami.
W ciągu ostatnich dziesięcioleci z badanego obszaru ustąpiło wiele rzadkich i zagrożonych gatunków, a skład roślinności uległ znacznej zmianie. Od połowy XX wieku roślinność leśna i krzewiasta znacznie się rozrosła, podczas gdy powierzchnia torfowisk uległa umniejszeniu. Widoczna jest również degradacja siedlisk nieleśnych z powodu ekspansji trzciny pospolitej. Mimo to rezerwat przyrody stanowi schronienie dla wielu gatunków rzadkich regionalnie.
Zaobserwowano tu 90 gniazdujących i 60 migrujących gatunków ptaków. Są to m.in.: cyraneczka zwyczajna, jastrząb zwyczajny, błotniak stawowy, kuropatwa, wodnik, derkacz, gołąb grzywacz, płomykówka, rudzik zwyczajny, zimorodek, skowronek, trzciniak, muchołówka szara, pokląskwa, wilga, czapla siwa, pliszka żółta i dudek. Często spotykane są na żerze mewy i bociany białe. Z gadów występują tu jaszczurka żyworodna i zaskroniec zwyczajny. Nie potwierdzono domniemanych stanowisk żółwia błotnego (znalezione skorupy). Płazy reprezentują: ropuchy szare i zielone, żaby wodne i traszki zwyczajne. Ze ssaków można tu spotkać nornika burego i rzęsorka mniejszego. Ryby reprezentują: karp, karaś, szczupak, okoń, leszcz i sztucznie wprowadzony amur, a ślimaki: zawójka płaska, przyczepka jeziorna, Stagnicola corvus, zatoczek rogowy, kulkówka rogowa, Pisidium nitidum.

## Galeria

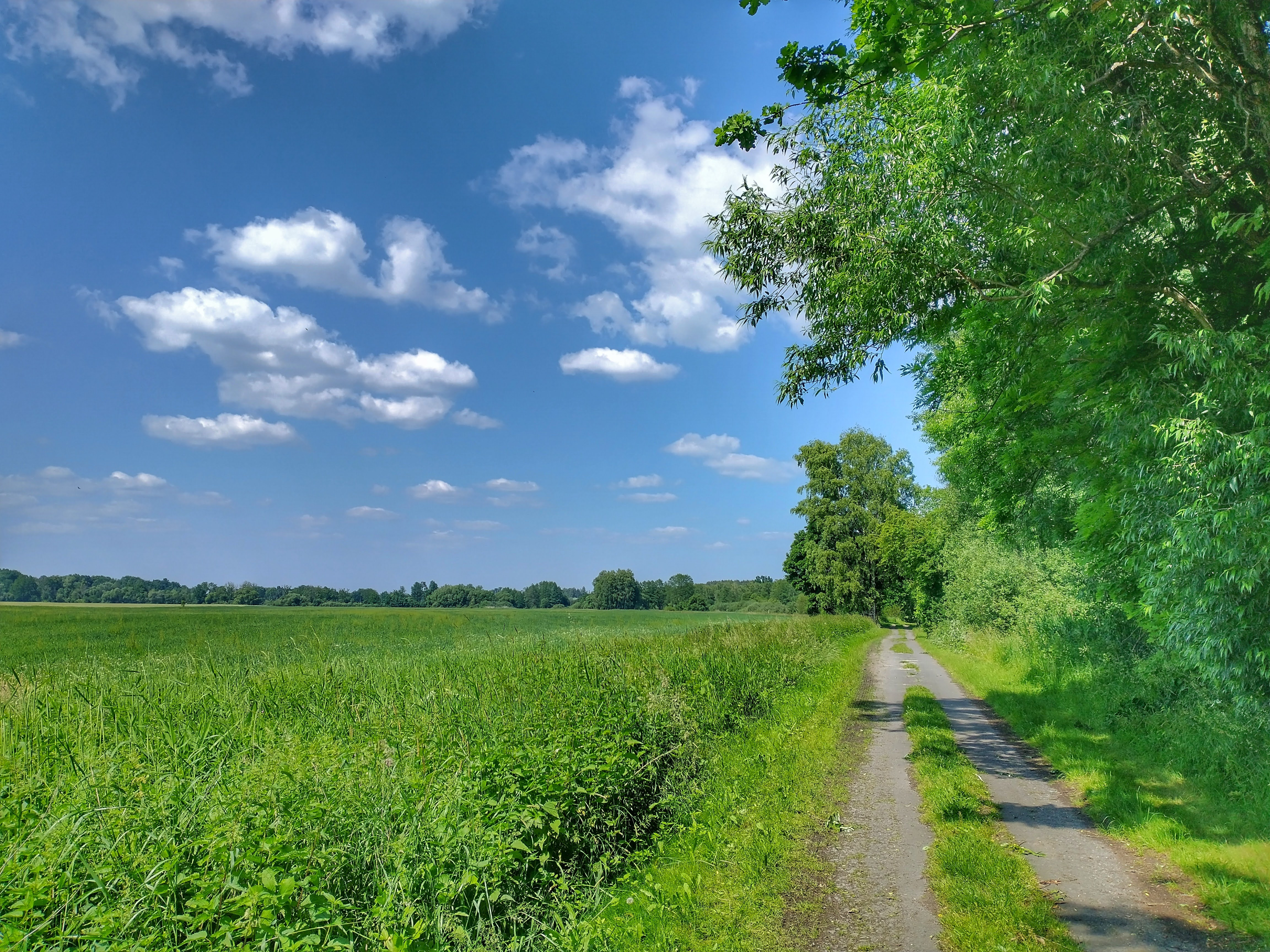
Droga wzdłuż zachodniej granicy rezerwatu
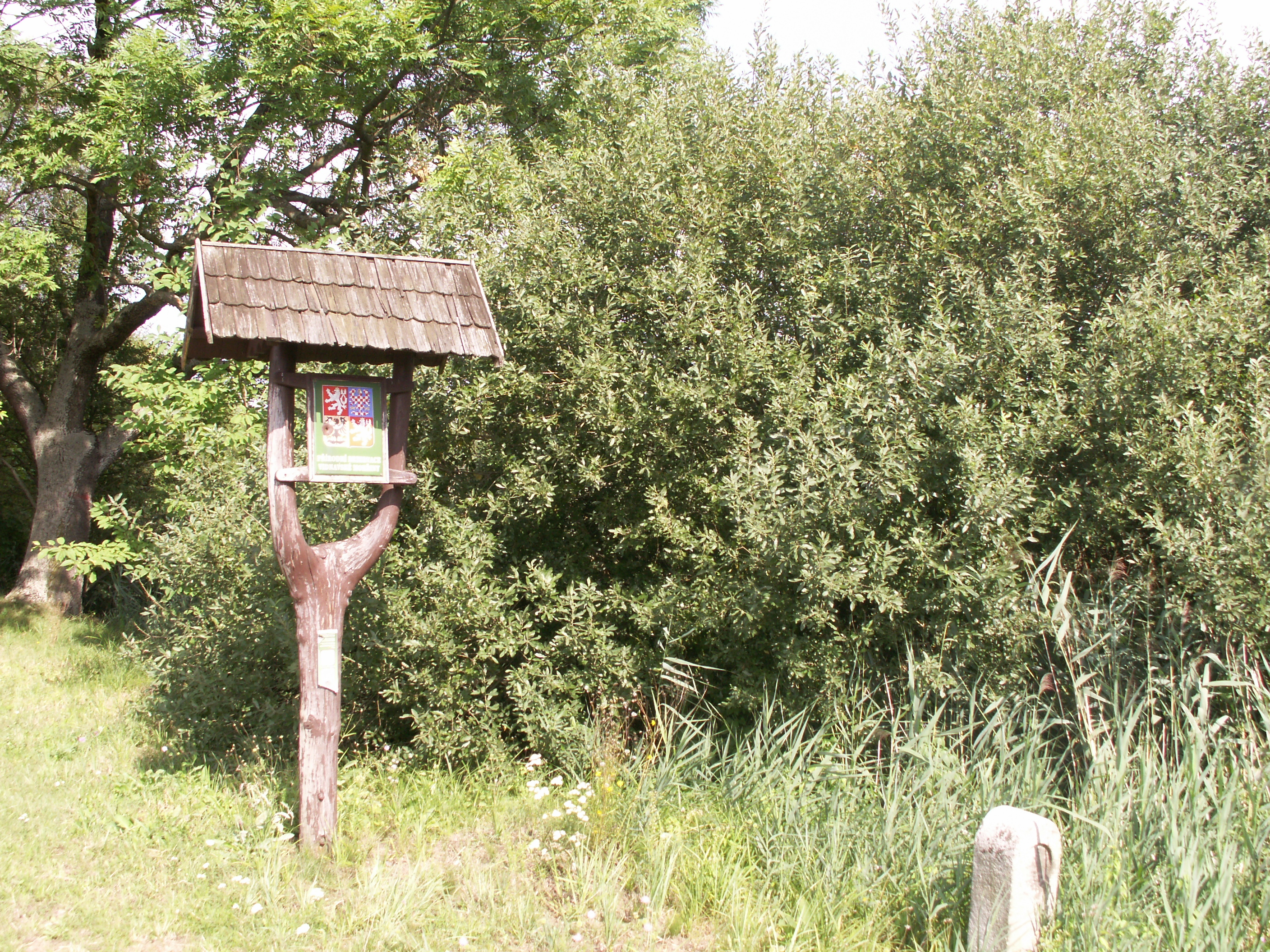
Tablica informacyjna
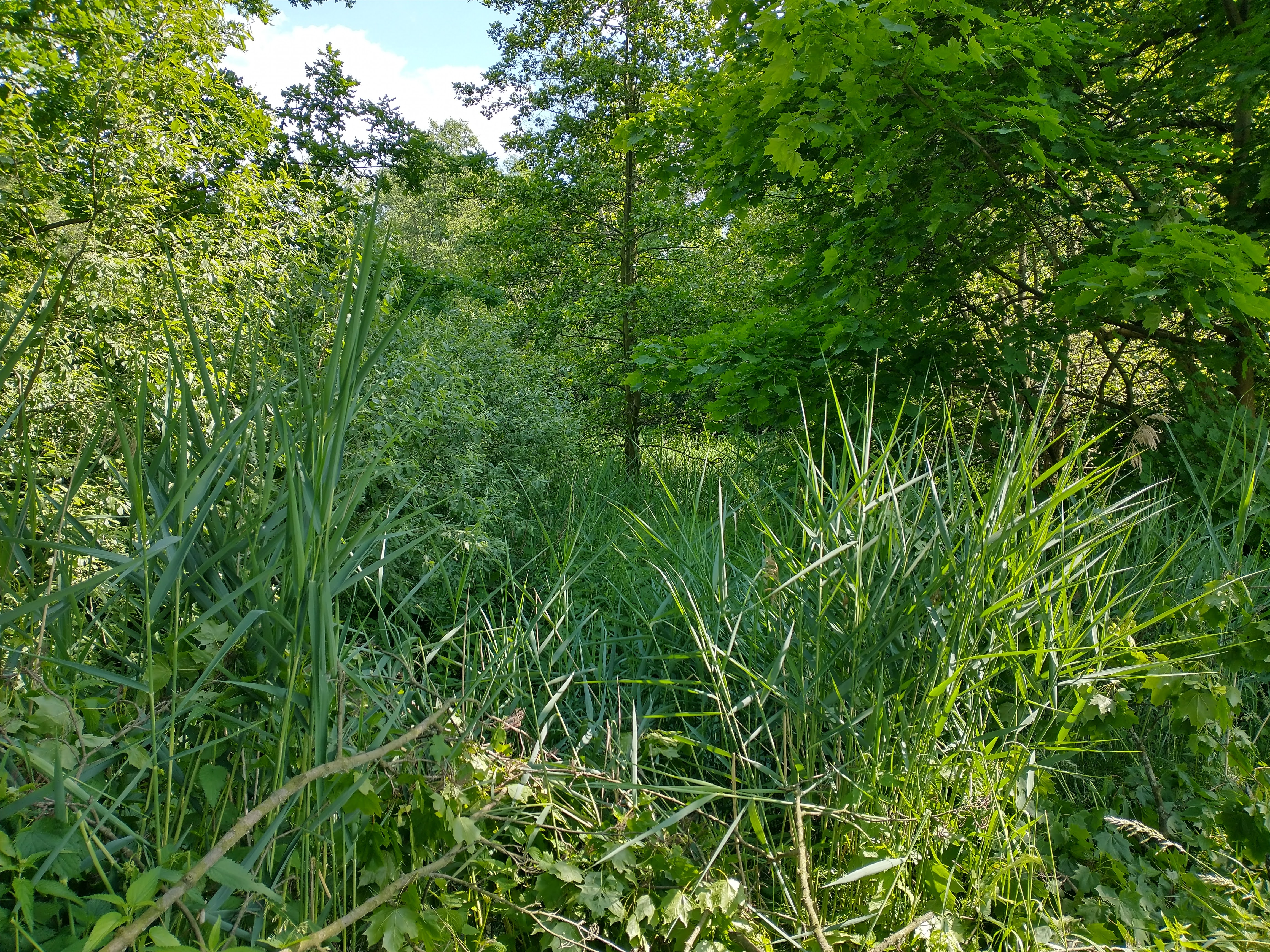
Trzciny w rezerwacie